# 未影
未影（みかげ、1979年12月11日 - ）は、イラストレーター、漫画家。岩手県出身。
2005年12月、エンターブレインより画集『そらみみ』を刊行。

## 主な作品

### ゲーム
- 仰せのままに★ご主人様!（桜月、キャラクターデザイン・原画）

### 挿絵
- タウンメモリー（加納新太・著、挿絵）

### 漫画
- イチロー!（芳文社『まんがタイムきららMAX』『まんがタイムきららキャラット』連載）
- 乙女のいろは!（富士見書房『ドラゴンエイジピュア』連載）
- みゆきのディクショナリー（白泉社『ヤングアニマルあいらんど』9号掲載）
- なぎさちゃんのカレシ（白泉社『ヤングアニマルあいらんど』『ヤングアニマル嵐』連載）
- ホイップノート（芳文社『まんがタイムきららMAX』連載）
- 神様生徒会部!（芳文社『まんがタイムきららMAX』連載）
- 無駄だと追放された【宮廷獣医】、獣の国に好待遇で招かれる～森で助けた神獣とケモ耳美少女達にめちゃくちゃ溺愛されながらスローライフを楽しんでる～（原作：茨木野、キャラクター原案：とぴあ、双葉社『がうがうモンスター』連載）

### 画集
- そらみみ（エンターブレイン） - 2005年12月26日初版 ISBN 4-7577-2535-3